# Tokonoma

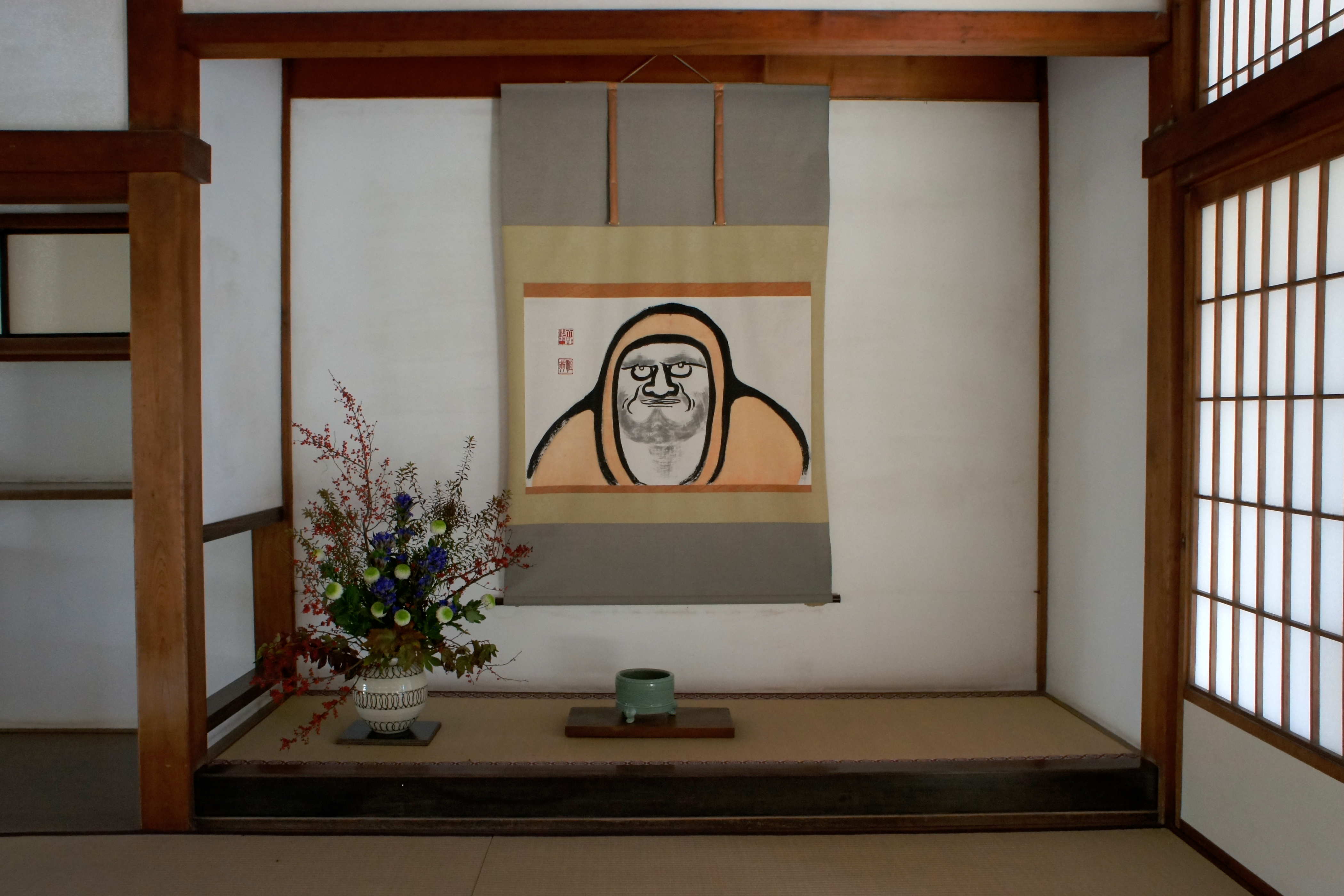
Tokonoma mit Ikebana und einem hängenden Bildbogen

Das (gelegentlich auch die) Tokonoma (japanisch 床の間 toko-no-ma  deutsch wörtlich: Bettnische) ist ein essenzielles Element der traditionellen japanischen Architektur. Dabei handelt es sich um eine kleine ebenerdige oder leicht erhöhte, etwa 50 cm tiefe und 1 bis 2 m breite Nische oder einen Erker. Tokonoma sind in der Regel in Washitsu, mit Tatami (Reisstrohmatten) ausgelegten traditionellen japanischen Zimmern, zu finden.

## Charakteristik
Die Wahl der Materialien, die Größe und die Gestaltung des Tokonoma hängt von der Formalität (shin, gyō, sō) des Raumes ab. Shin ist dabei die formellste Stufe, gyō ist halbformell und sō informell.
Das Tokonoma wird durch eine Sichtblende und zwei Balken, dem otoshigake (落としがけ) an der oberen und dem tokogamachi an der unteren Vorderseite begrenzt, seitlich kann sich ein kleines Fenster (shitajimado) und der tokobashira (床柱) genannte Baumstamm befinden, der naturbelassen ist und aus einem anderen Holz als das übrige Tokonoma besteht, um Wiederholung zu vermeiden. Der dem Tokobashira gegenüberliegende Pfeiler wird aitebashira genannt. Im shin-Stil sind die Pfeiler schwarz lackiert, bei den anderen Stilen naturbelassen. Der Boden des Tokonoma ist im gyō- und sō-Stil mit Holz vertäfelt, im shin-Stil besteht er aus einer Tatamimatte.  Dieser ist im Vergleich zum übrigen Raum leicht erhöht. Typischerweise wird das Tokonoma mit einer senkrecht hängenden Schriftrolle, der Kakemono, und einem Ikebana-Arrangement ausgestaltet, wobei letzteres nie in der Mitte des Tokonoma stehen darf. Das Ikebana muss ebenfalls zu shin, gyō und sō harmonieren.
Räume mit Tokonoma gelten als vornehmer als Räume ohne Tokonoma. Deshalb werden in ihnen bevorzugt Gäste empfangen. Der Gastgeber nimmt dabei den vom Tokonoma entferntesten Platz ein, es sei denn, der Gast ist ranghöher als er. Der Gast sitzt dabei mit dem Rücken zum Tokonoma. Bei Räumen im Sukiya-Stil war dies stets umgekehrt.
Laut Tanizaki hat die japanische Architektur eine Abneigung gegen grelles Licht und bevorzugt den Schatten, daher soll das Tokonoma „nicht so sehr die Wirkung einer Dekoration ausüben als vielmehr dem Schatten Tiefe verleihen.“ Dabei ist es die Hauptaufgabe der Kakemono, einfallendes Licht in dem im Schatten befindlichen Tokonoma zu reflektieren. Die Stimmigkeit der Kakemono mit der Wand des Tokonoma wird als tokoutsuri bezeichnet, das bedeutet, dass eine künstlerisch hervorragende Kakemono in einer unpassenden Tokonoma nicht zur Geltung kommen, andererseits eine weniger gelungene Schriftrolle hervorragend mit dem Tokonoma harmonieren kann. Nach Bruno Taut ist das Tokonoma ein Raumelement „einzigartiger, ästhetischer Harmonie“.

## Geschichte
Tokonoma entstanden während der Muromachi-Zeit (14. bis 16. Jahrhundert) und gehen auf chinesische Tische und Altäre zurück. Ihrem buddhistischen Ursprung gemäß wurden sie zuerst für religiöse Handlungen benutzt, besonders für das rituelle Teetrinken, das vor einem Bildnis Bodhidharmas und Blumenschmuck durchgeführt wurde, verloren aber im Lauf der Zeit diesen Zweck. Bruno Taut sieht im Tokonoma eine „künstlerisch hoch einzustufende Synthese von chinesischem Mobiliar und japanischer Innenraumausstattung“.

## Trivia
- Der Architekturkritiker Grant Manson sieht in der Gestaltung der Kamine bei Frank Lloyd Wright eine westliche Übertragung des Tokonoma.[23]
- In seiner Schrift „Japans Kultur“ fordert Bruno Taut die Übernahme des Tokonoma in die westliche Architektur.
- In Japan wird ein sich nicht am Haushalt beteiligender Ehemann oft scherzhaft als „Tokonoma-Schmuck“ bezeichnet.

## Literarische Referenz
„Vor kurzem habe ich das Werk nach über zwanzig Jahren wiedergesehen, als man mich um meinen Rat bezüglich der Restaurierung einer Aufhängung bat. Die Silberreiher hingen in der Tokonoma des Teezimmers. Und zum ersten Mal begriff ich den Sinn dessen, was Meister Rikyū mir gesagt hatte. Das Bild ist hervorragend, aber auf seine Rahmung kommt es an. Plötzlich wurde mir klar, daß Meister Rikyū von dieser schlichten Aufhängung gesprochen hatte. Es scheint mir charakteristisch für Jukō, das Bild auf einen solchen Stoff aufzuziehen. Bewundernswert, wie Meister Rikyū dies so genau erkannt hatte. Das entscheidende Raffinement des Bildes liegt tatsächlich in seiner schlichten Umrahmung.“

## Galerie

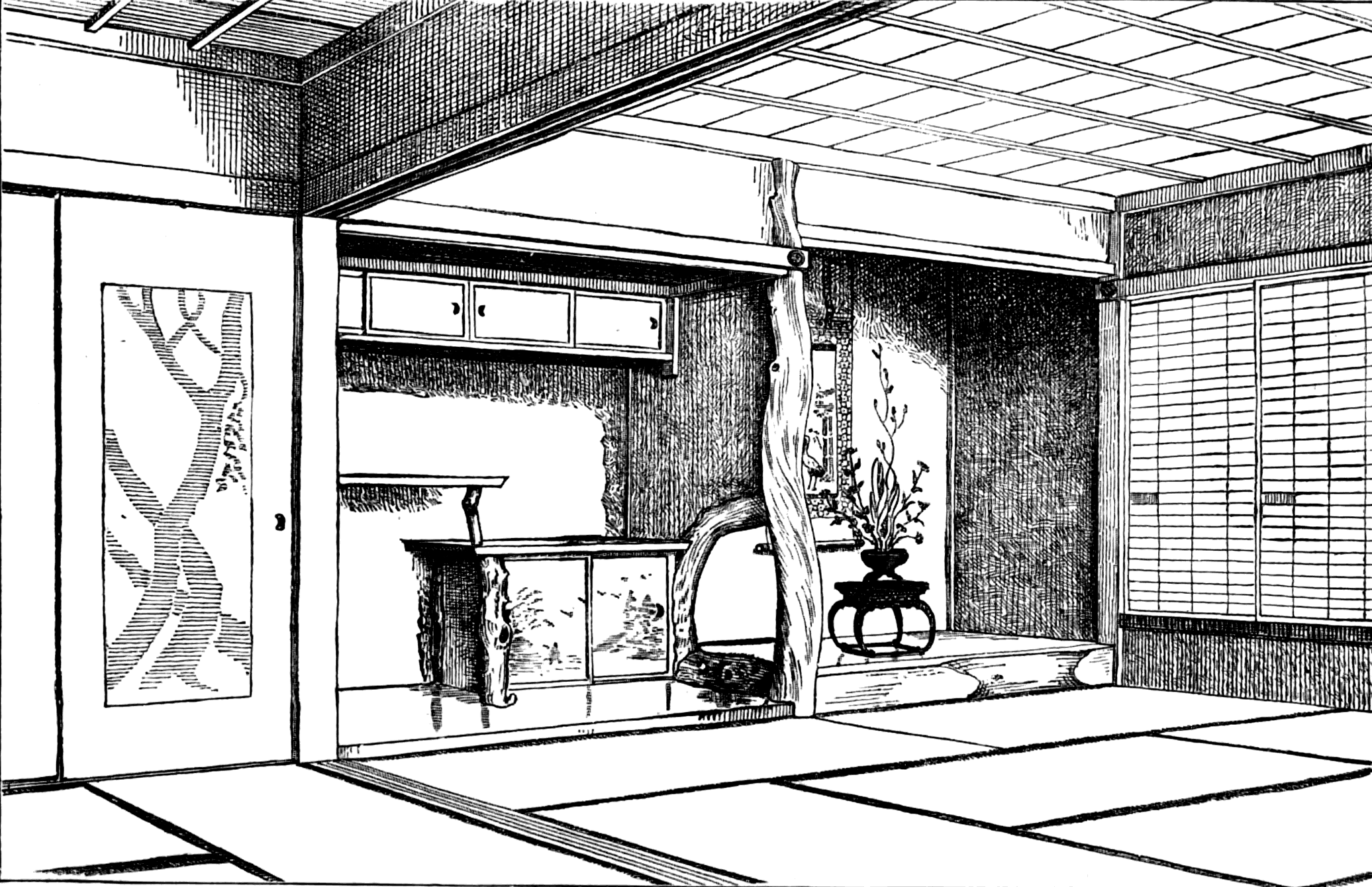
Gästeraum in Hachi-Ishi
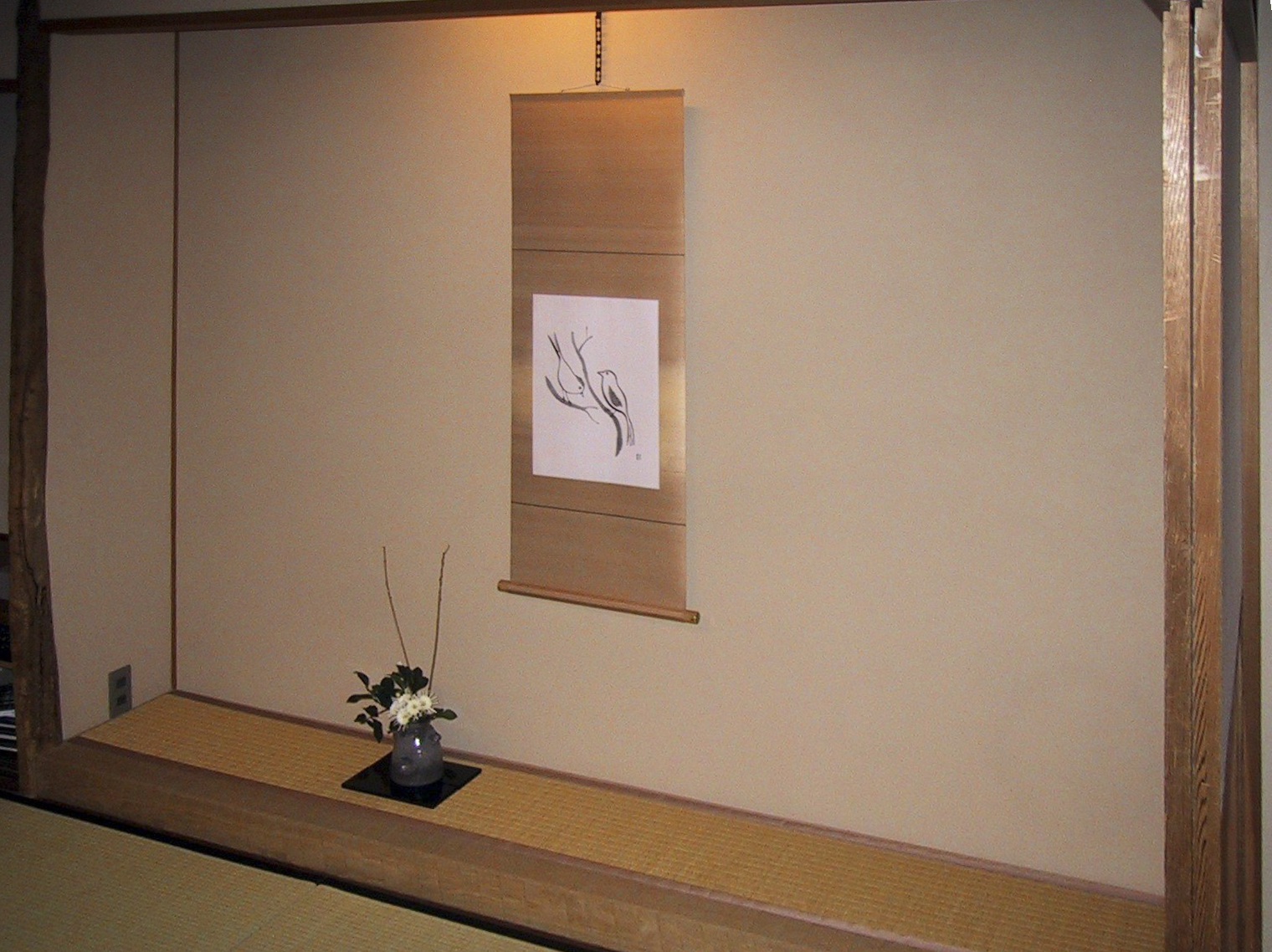
Tokonoma mit hängendem Bildbogen und Ikebana
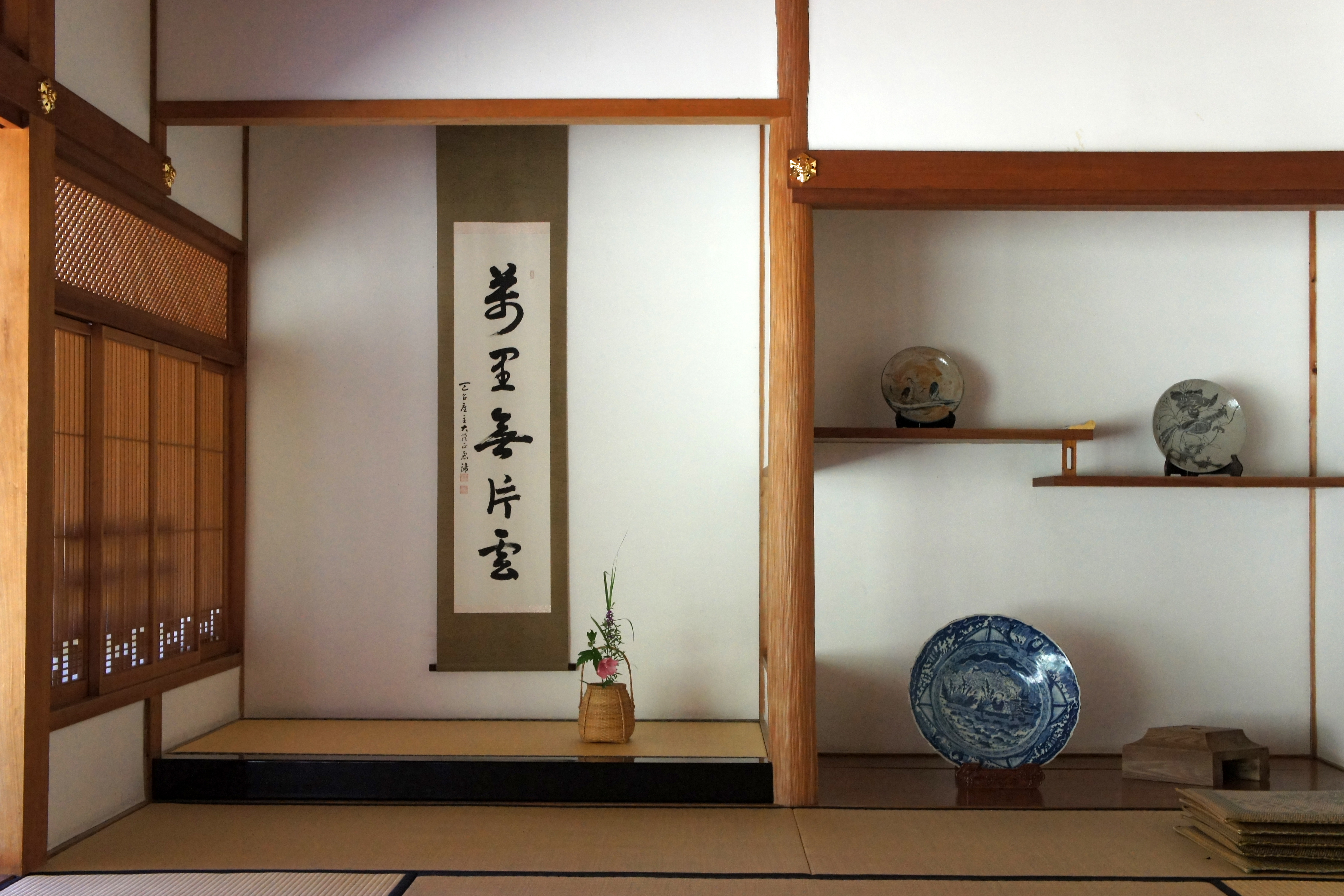
Kannon-in in Tottori
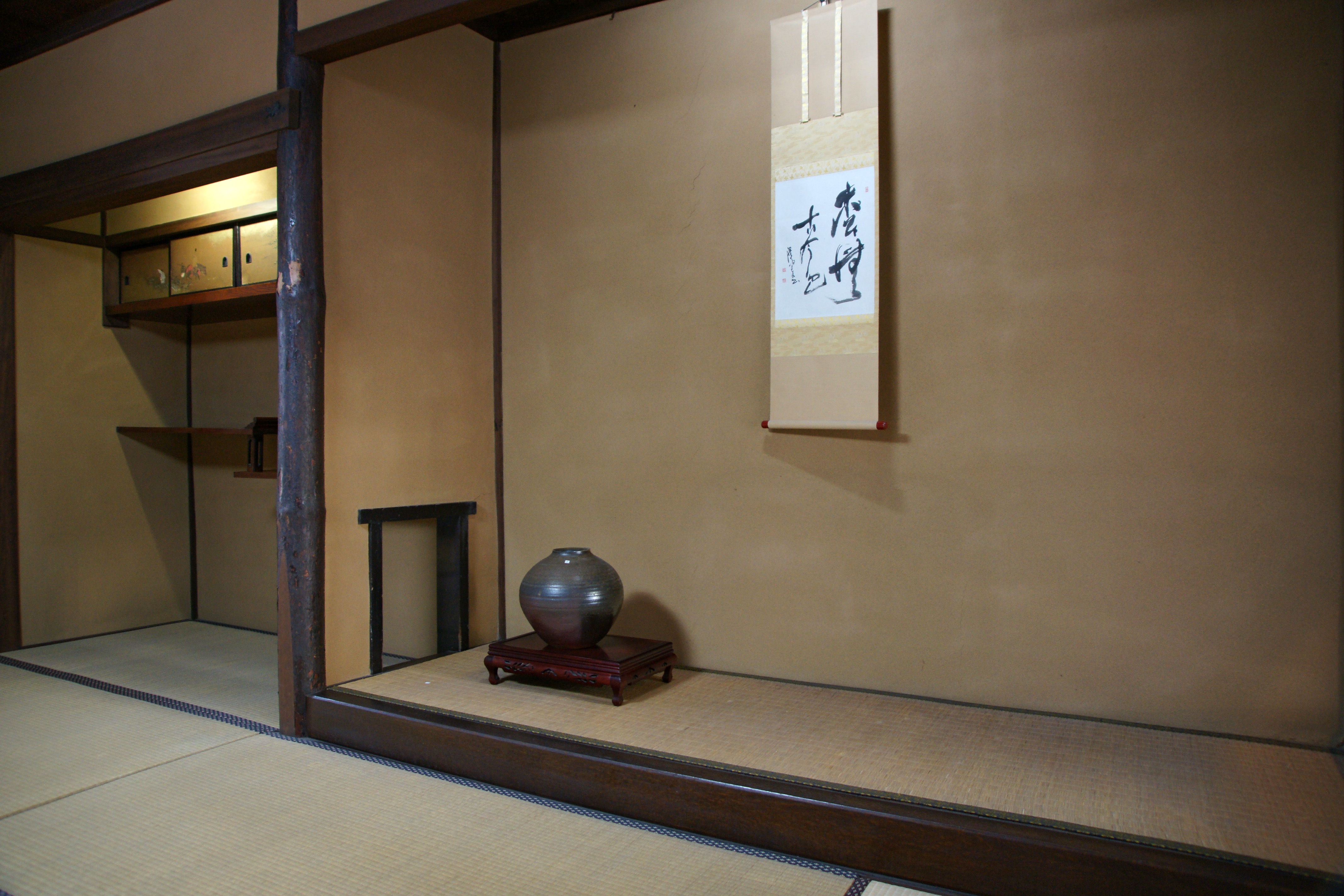
Tokonoma im Folkloremuseum in Murotsu
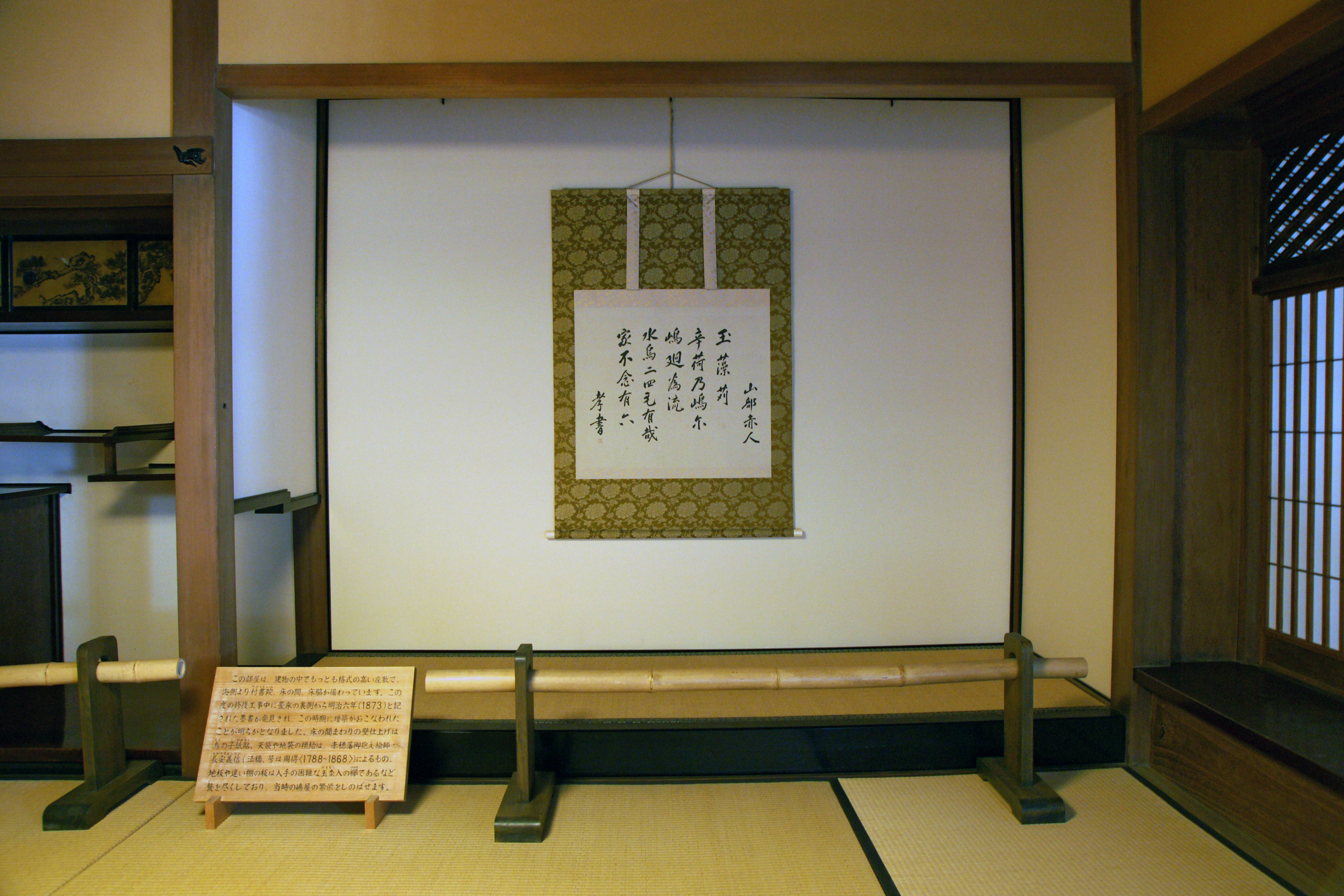
Tokonoma im Meeresmuseum in Murotsu
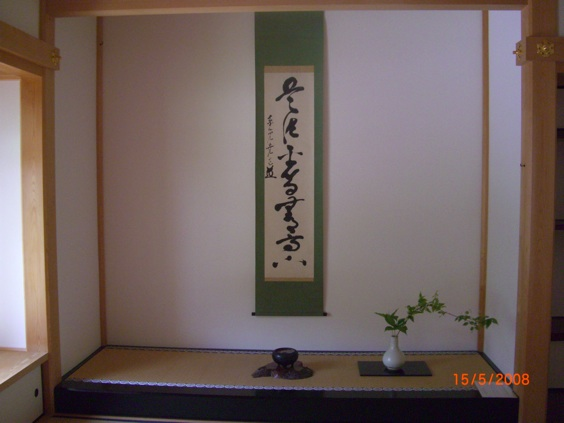
Tokonoma in Kita Kamakura
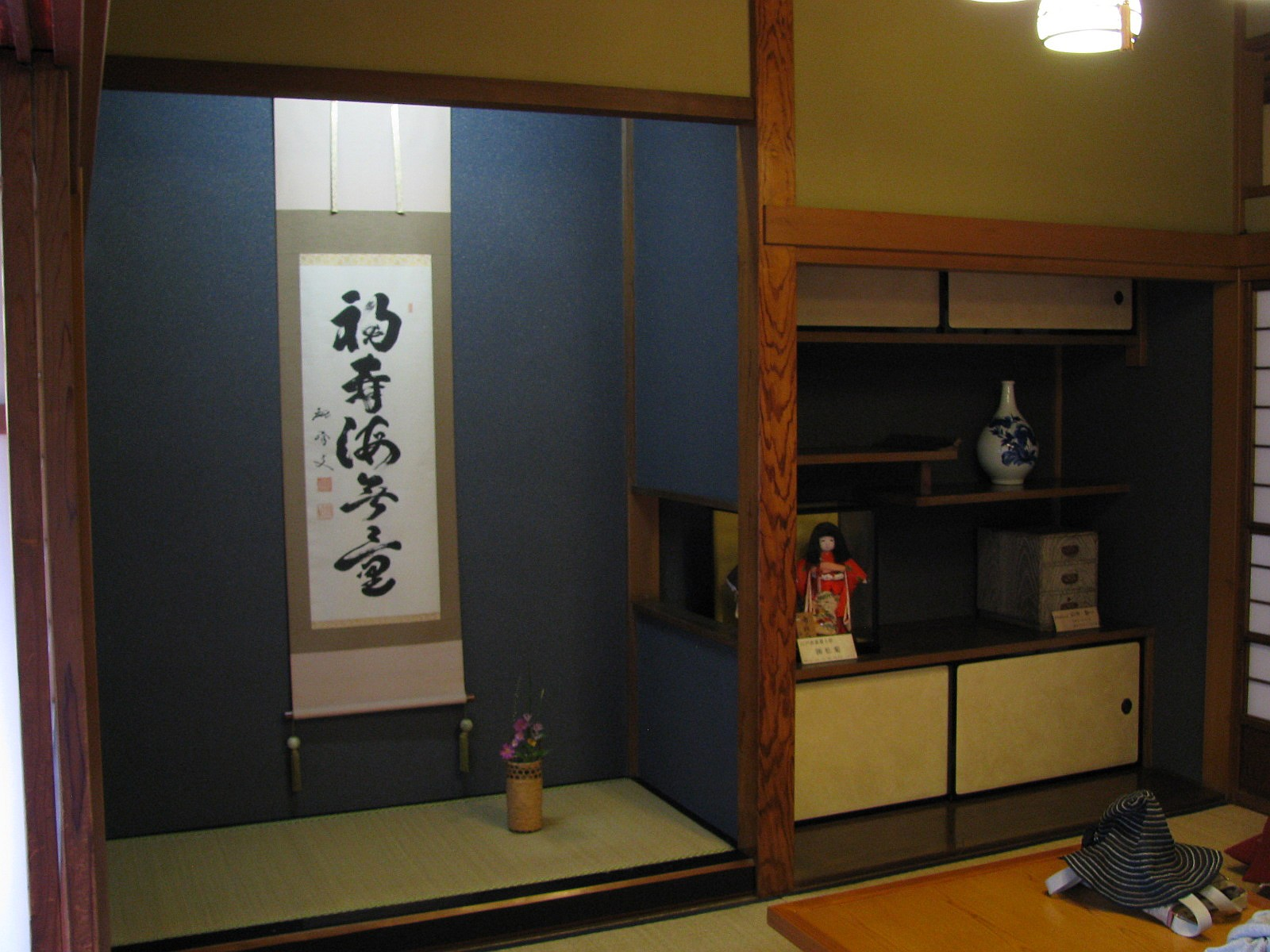
Tokonoma in Katsusika